# غمراسن الرياضية
غمراسن الرياضية، هو جمعية رياضية مقرها مدينة غمراسن الواقعة في جنوب تونس. تأسس النادي لأول مرة في 1963، ولعب في عدة أقسام حتى جمد نشاطه لأسباب مختلفة في 2012، قبل أن يعاد تأسيسه ثانية في 2018.

شارك في كأس تونس لكرة القدم 2000-2001 وكذلك في كأس تونس لكرة القدم 2002-2003، واقتصرت مباريات الفريق بعد ذلك على القسم الرابع في البطولة التونسية، أو البطولات المحلية والجهوية.

## الإدارة

### الرؤساء
- ؟ - ؟:  سمير البوزيدي
- 2017 - الآن:  وليد بن مراد

### المدربين
- ؟ - 2005:  فتحي الحاج إسماعيل
- 2018 - الآن:  أيمن قطقوط

## اللاعبين
المحليين
- عاطف الكردي
- بلال المشيري
- محمد المشيري
- محمد الهادي شلغوم
- ياسين الرباع
- فراس الغزال
- حسن الزيدي
- يونس الرايس
- محمد الغرابي
- باسم بوغنيم
- بلال الغرابي
- وسام المشيري
- محمد أمين قمري
- محمد الجاني
- هيثم الحداد
- عمر قمري
- علاء قمري
- مختار ناجي

المنتدبين
- هيثم العبيدي (جناح أيمن) من الزيتونة الرياضية بشماخ
- مختار الماقوري من النادي الرياضي بغرغار
- ياسين بوشعالة من المستقبل الرياضي برجيش
- طلال الجريدي (حارس مرمى) من الواحة الرياضية بقبلي
- رمزي سويد (مدافع)
- عمر شواط
- كريم الونيسي
- عصام الزغدودي (لاعب وسط) متكون في نادي شاتورو
- أسامه الطرابلسي من نادي الملعب التونسي
- سليمان السمعلي (مهاجم) من الزيتونة الرياضية بشماخ
- علي بقير (ضهير أيمن) من الوداد الرياضي بالحامة
- الحمروني (لاعب وسط) من النادي الرياضي بغرغار
- شكري خلفة من الاتحاد الرياضي بتطاوين

## مقالات ذات صلة
- الجامعة التونسية لكرة القدم